# مارتن جنكينز
مارتن جنكينز (بالإنجليزية: Martin Jenkins) هو محامي وقاضي أمريكي، ولد في 1954 في سان فرانسيسكو في الولايات المتحدة.